# Briljantblått FCF

Strukturformel

Briljantblått FCF är ett färgämne för livsmedel och andra ämnen. Det betecknas med E-nummer E133 och i Colour Index Food Blue 1 och 42090. Det är i rent tillstånd ett rödblått pulver. Det är lösligt i vatten och lösningen har en maximal absorption vid ca 628 nanometer.
Briljantblått är kemiskt sett nästan identiskt med det gröna färgämnet Green 3, med undantag av en hydroxylgrupp.
I USA godkändes ämnet av Food and Drug Administration (FDA) för användning i mat och mediciner 1969, och för utvärtes bruk 1982, förutom för området runt ögonen. FDA anger ett maximalt acceptabelt dagligt intag om 12 mg per kilogram kroppsvikt per dag. Ämnet har förhållandevis lågt upptag via tarmsystemet, men kan tas upp direkt i blodet via exponering av hud eller tunga.

## Kemi
Ämnet är ett syntetiskt triarylmetanfärgämne som framställs från stenkolstjära. Ämnet kan kombineras med tartrazin (E102) för att producera olika nyanser av grönt. Ämnet förekommer vanligtvis ett dinatriumsalt. Diammoniumsaltet har CAS-nummer [2650-18-2]. Kalcium- och kaliumsaltet är också tillåtna. Ämnet upptas dåligt från mag-tarmkanalen och 95 procent återfinns i avföringen. Ämnet reagerar med vissa gallpigment och ger upphov till grön avföring.

## Användning
Briljantblått FCF finns ofta i glass, ärtor på burk, mejeriprodukter, godis och dryck. Det används också i tvål, schampo och andra hygienprodukter och kosmetiska produkter. I markforskning används briljantblått för att spåra och åskådliggöra infiltration och vattenfördelning i jord.  Det används som färgämne i munvatten.

## Hälsa och säkerhet
Briljantblått FCF har tidigare varit förbjudet i bland annat Österrike, Belgien, Danmark, Frankrike, Tyskland, Grekland, Italien, Norge, Spanien, Sverige och Schweiz, men har certifierats som en säker livsmedelstillsats inom EU och är därigenom idag godkänt i de flesta av länderna.[källa behövs] Det kan framkalla allergiska reaktioner hos individer som redan lider av astma.
De mest ingående studierna, finansierade av industrin, fann inga tecken på cancerframkallande egenskaper hos briljantblått FCF vid försök på råttor respektive möss. En studie, som inte har publicerats i sin helhet, visade en statistisk signifikant ökning av njurtumörer hos mushannar, i gruppen som fått studiens medel-dos av ämnet.
I ett in vitro-test hämmade briljantblått FCF tillväxten av nervcellsutskott, en effekt som ökade synergiellt med samtidig tillförsel av L-glutaminsyra. Detta indikerade en risk för neurotoxicitet, särskilt för foster och barn under 6 månaders ålder, som inte har en fullt utvecklad blod-hjärnbarriär.
Brittiska livsmedelsverket FSA har i undersökningar kommit fram till att sex olika artificiella färgämnen har en möjlig koppling till hyperaktivitet hos barn, och dessa måste nu varningsmärkas i brittiska innehållsförteckningar. Briljantblått FCF ingår emellertid inte i dessa sex färgämnen.
En genomgång från 2022 av fyra tidigare studier noterar vidare att litteraturen om blåa färgämnens (briljantblått och indigokarmin) roll vid ADHD hos barn är begränsad, och drar slutsatsen att mer forskning behövs för att beskriva dessa ämnens neurotoxicitet hos människor.